# 莫先卡
52°1′48″N 31°44′14″E / 52.03000°N 31.73722°E
莫先卡（烏克蘭語：Мощенка），是烏克蘭北部的村莊，隸屬切爾尼希夫州的切爾尼希夫區。該村始建於1552年，面積6.5平方公里，海拔高度133米，2001年人口518，人口密度每平方公里79.7人。